# Dahme (gmina)
Dahme – miejscowość i gmina uzdrowiskowa w Niemczech w kraju związkowym Szlezwik-Holsztyn, w powiecie Ostholstein. Wraz z gminami Grömitz, Grube oraz Kellenhusen (Ostsee) tworzy wspólnotę administracyjną (Verwaltungsgemeinschaft) z siedzibą w Grömitz.

## Współpraca międzynarodowa
- Nysted, Dania